# David Sarno
David Sarno (* 1982 in Offenbach) ist ein deutscher Sach- und Drehbuchautor, Journalist, Regisseur und Produzent. Er ist vor allem für Dokumentationen im Bereich True Crime für das ZDF und ZDFinfo bekannt.

## Werdegang
Sarno studierte visuelle Kommunikation mit dem Schwerpunkt Film und audiovisuelle Medien bei Rotraut Pape sowie Mediensoziologie an der Hochschule für Gestaltung Offenbach am Main.
Seit 2014 arbeitet er als Autor, Produzent und Regisseur für verschiedene Film-, TV- und Audioproduktionen. Ein Schwerpunkt seiner Arbeit liegt auf der Produktion von Dokumentationen für diverse True-Crime-Formate des ZDF und ZDFinfo. Darüber hinaus ist er als Studiosprecher im Bereich Werbung, Funk und TV tätig.
Seit 2010 ist er Mitglied des Musik- und Performanceprojekts Baby of Control, das deutschlandweit zahlreiche Festivals und Bühnenauftritte zu verbuchen hat (u. a. Volksbühne Berlin zusammen mit Rosa von Praunheim und Fusion Musikfestival).
Neben seiner Arbeit im audiovisuellen Bereich engagiert er sich in der Film- und Medienpädagogik. Hier übt er mehrere Lehr- und Dozententätigkeiten sowie Workshops für medienbasierte Kinder-, Jugend- und Erwachsenenbildung aus. Seit 2021 ist er an der SRH Hochschule Heidelberg im Bereich Medienpädagogik und Theorie der Medien tätig.
Für seine Arbeiten erhielt er Projektförderungen und Auszeichnungen (u. a. den Hessischen Film- und Kinopreis für den besten Abschlussfilm).
Sarno hat zwei Kinder, lebt und arbeitet in Offenbach am Main.

## Werke (Auswahl)

### Filmografie
- Ermittler! mehrere Episoden (2018–2024, ZDF/ZDFinfo)[7]
- Die Jagd nach den Ausbrechern (2023, ZDF)[8]
- Verräterische Spuren (2022, ZDF/ZDFinfo)
- SOKO „Ufer“ (2022, ZDF)
- SOKO „Mirko“ (2020, ZDF/ZDFinfo)[9]
- Elora (2018, ZDF/ZDFinfo)
- Richard & Gilbert (2015, Kurzspielfilm)[10]

### Drehbücher
- Richard & Gilbert Spielfilm

### Audioproduktionen
- Das Prinzip Mord (2022, sechsteilige Podcast-Serie)[11]

## Publikationen
- David Sarno/Sascha Lapp: Das Prinzip Mord – Wahren Verbrechen auf der Spur. Emons Verlag, 2022[12][13] ISBN 978-3-96041-942-6

## Auszeichnungen / Förderungen (Auswahl)
- 2024 Weiterbildungsförderung zum Synchron- und Studiosprecher Hessische Filmförderung (heute Hessen Film & Medien GmbH)
- 2021 Projektstipendium Baby of Control - Long Thin Planet Hessisches Ministerium für Wissenschaft und Forschung, Kunst und Kultur
- 2018 Drehbuchförderung Richard & Gilbert Hessische Filmförderung (heute Hessen Film & Medien GmbH)
- 2014: Hessischer Film- und Kinopreis[14] (Bester Abschlussfilm)
- 2009 Marschner Preis (Dr. Marschner-Stiftung[15][16])